# المرأة في باكستان
وضع المرأة في باكستان هو نظام تمييز جنسي على الرغم من أن النظام يختلف كثيرا في جميع فئات ومناطق باكستان إلا أن الفجوة التي بين المناطق الريفية والحضرية هي نتيجة للتنمية الاجتماعية والاقتصادية غير المتكافئة وتأثير التكوينات الاجتماعية القبلية والإقطاعية والرأسمالية على حياة المرأة، ومع ذلك فإن المرأة الباكستانية اليوم تتمتع بوضع أفضل من الماضي.
وكان موقف الهيئات الدينية في الأساس معاديا تجاه المرأة ولم يسمح حتى لضحايا الاغتصاب باستخدام أدلة الحمض النووي لإثبات قضاياهم. ولكن مؤخرا أصدر مجلس العلماء الباكستاني فتاوى تستنكر «جرائم الشرف»، وحصلت أيضا تحسينات أخرى في مدينة لاهور مثل افتتاح أول خدمة للحراسة النسائية في المرور لإدارة حركة السير وايضا أكثر المحافظات تشددا في البلاد خيبر باختونخوا تخطط لزيادة نسبة النساء في قوات الشرطة.
ولكن حتى مع هذه التحسينات لا يزال انتشار العنف المنزلي وارتفاع معدل زواج الأطفال والزواج القسري قائماً في باكستان وحاليا تعتبر واحدة من أكثر البلدان في العالم خطورة بالنسبة للنساء.لدى باكستان نظام مزدوج يجمع القانون المدني والشريعة الإسلامية، وقد أقر الدستور الباكستاني المساواة بين الرجل والمرأة في (المادة 25 (2) التي تنص على أنه «يجب ألا يكون هناك أي تمييز على أساس الجنس»)، وأيضا تقر الشريعة الإسلامية (بصلاحية هذه المادة) في (الفصل 3أ- محكمة الشريعة الاتحادية).

## الممارسات

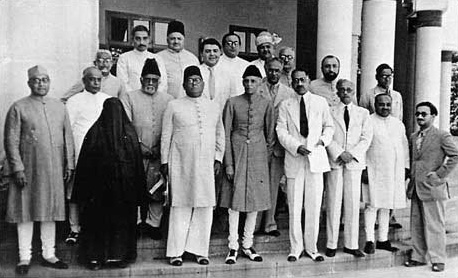
اجتماع في لاهور عام 1940 وتظهر هنا المرأة في البرقع
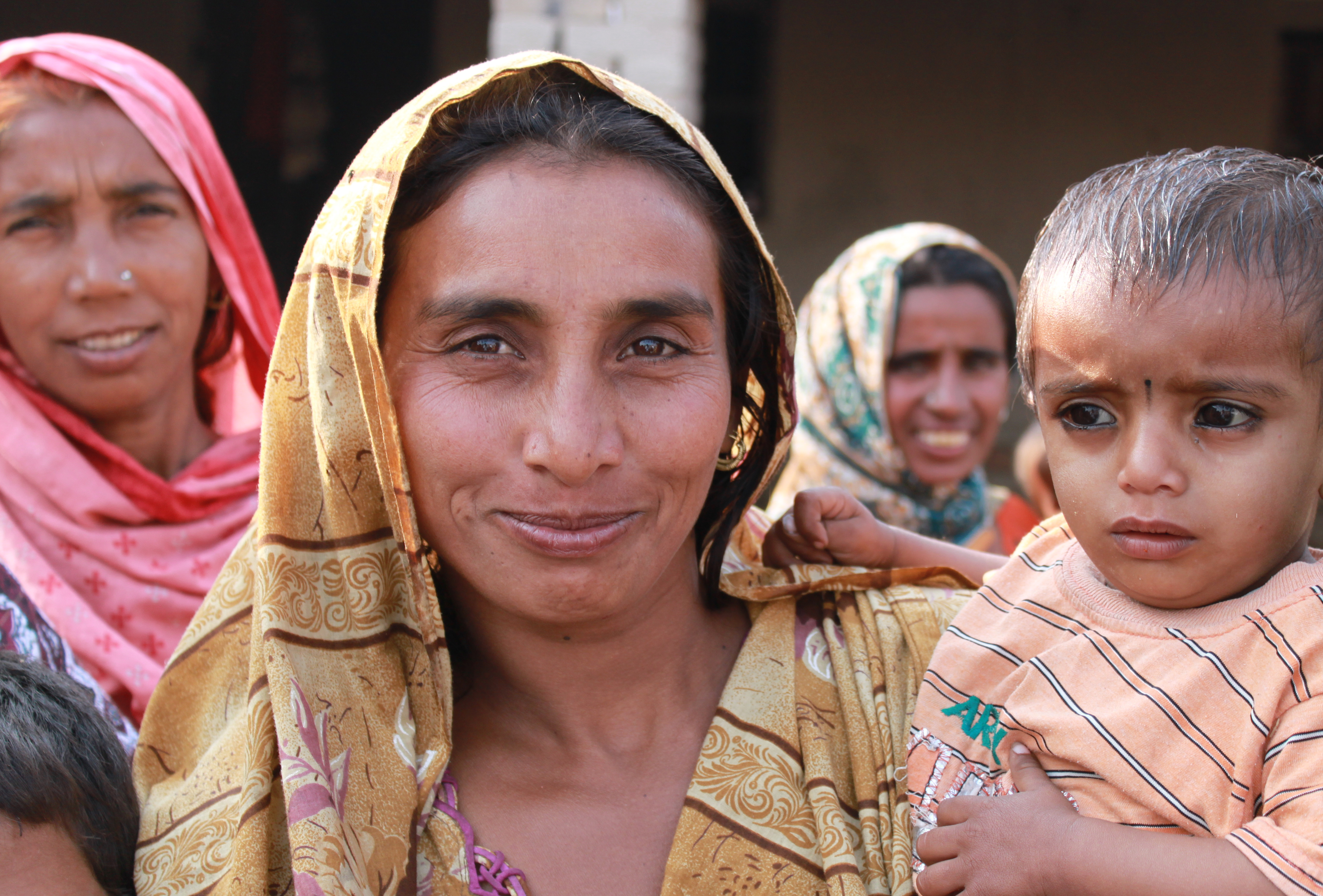
امرأة باكستانية مع طفل

### البردة (الستارة التي تحجب النساء)
يتم اتباع قواعد البردة في العديد من المجتمعات المحلية في باكستان وتمارس بطرق مختلفة اعتمادا على التقاليد العائلية والمنطقة والطبقة الاجتماعية ومكان الإقامة إذا كان في الريف أو الحضر.

### زواج الأطفال / (فاني)
على الرغم من أن قانون منع زواج الأطفال يجرم الزواج من الفتيات تحت سن 16 سنة إلا أن حالات زواج الأطفال موجودة حتى الآن في المناطق الريفية في باكستان. فاني هي تزويج الفتيات الصغيرات قسرا من أجل حل الخلافات بين القبائل المختلفة وهو عرف لدى المناطق القبلية وإقليم البنجاب، ويمكن تجنب هذا العرف إذا وافقت قبيلة الفتاة دفع مبلغ من المال إلى القبيلة الآخرى. سوارة وبيتلكي وادو بادو هي عادات قبلية وريفية مماثلة في الغالب تشجيع زواج الفتيات في سن المراهقة، واحدة من أقصى الحالات في عام 2012 أمر مجلس القبائل جيرغا المحلي في قرية عشرية أن روزا بيبي وهي فتاة بعمر الست سنوات يجب أن يتم تزويجها إلى العائلة المنافسة لتسوية النزاع بين عائلتها والعائلة المتنافسة.

### الشغار
الشغار هو عرف قبلي يتم فيه مساومة العرائس بين قبيلتين من أجل تزويج الأبن ولكن لا بد في أن يكون له أيضا ابنة لتزويج في المقابل وإذا لم يكن هناك ابنة لتبادل في المقابل يمكن لابنة العم أو أحد أقارب أيضا القيام بذالك. وعلى الرغم من أن الشريعة الإسلامية تتطلب موافقة كلا الشريكين على الزواج إلا أن غالبا ما تضطر النساء في باكستان إلى الزيجات المدبرة من قبل آبائهن أو زعماء القبائل. الشعارهو الزواج الأكثر شيوعا في المناطق الريفية في شمال غرب وغرب باكستان.

### المهر
تُمارس عادة المهر في باكستان كما هو الحال أيضا في الأجزاء الأخرى من جنوب آسيا. ولكن في كثير من الأحيان النزاعات المتعلقة بالمهر تؤدي إلى العنف وتصل حتى إلى القتل بسبب هذه المهور، هناك أكثر من 2000 حالة وفاة سنويا بسبب المهور ومعدلات النساء السنوية تتجاوز 2.45 حالة وفاة لكل 100,000 امرأة بسبب العنف المتعلق بالمهر، فلدى باكستان أكبر عدد من الوفيات بسبب المهور.

### جرائم الشرف
هي قتل الشخص المشتبه قيامه بعلاقة غرامية غير مشروعة ويعرف هذا التصرف في السند وبلوشستان بكارو كاري. والغالبية العظمى من ضحايا جرائم الشرف هم من النساء والعقوبات التي صدرت بحق القتلة متساهلة جدا. ففي ديسمبر 2004 أقرت الحكومة القانون الذي جعل مجرمين كارو كاري يعاقبون على الجريمة على أنها جريمة قتل وفي عام 2016 أغلقت باكستان الثغرات التي كانت تسمح لمرتكبي جرائم الشرف بتجنب العقاب من خلال أخذ صفح من أحد أفراد الأسرة. وقد تم الإبلاغ عن العديد من حالات جرائم الشرف ضد النساء اللاتي يتزوجن ضد رغبة أسرهم أو الذين يسعون إلى الطلاق أو اللاتي تعرضن للاغتصاب.

### الزواج من القرآن
في بعض من أجزاء إقليم السند هناك ممارسة غريبة عن الإسلام وليس لها أي أساس ديني وهي زواج المرأة من القرآن وهذه الممارسة سائدة بين ملاك الأراضي وغالبا ما تستخدم من قبل الرجال للحفاظ والاستيلاء على أراضي أخواتهم وبناتهم.

## الثقافة
على الرغم من أن سكان باكستان أغلبهم مسلمين (96.4٪ اعتبارا من عام 2010)، إلا أن وضع المرأة في المجتمع يختلف بشكل كبير فلباس المرأة يختلف باختلاف المنطقة والطبقة والمناسبة. ولكن عموما البنجابي الهندي هو الثوب الرئيسي للمرأة الباكستانية في الوقت الحالي أما في السابق كان القرارز وهو تنورة مقسمة فضفاضة تلبس مع بلوزه ولوهنجز وهو التنورة الطويله التي تلبس مع البلوزه هو اللبس الأكثر شيوعا ولكن الآن يتم أرتداؤها فقط في الزواجات.
يرتدي عدد قليل من النساء الباكستانيات الحجاب أو البرقع في الأماكن العامة حيث أن حتى درجة التغطية تختلف من امرأة إلى آخرى. وقد بدأ ارتداء البرقع وساد في منطقة البشتون، فباكستان ليس لديها أي قوانين تحظر أو تفرض الحجاب وقد أظهرت الاستطلاعات التي أجريت في باكستان أن أغلب النساء الذين يرتدون الحجاب يفعلون ذلك من محض إرادتهم. فالحجاب ليس شرطا مطلقا، وحتى أن النساء يستطعون أن يرتدون الجينز والقمصان في المناطق الحضرية في كراتشي ولاهور  واسلام اباد وغيرها من المدن الكبيرة. وفي الخمس السنوات الأخيرة أصبح أسلوب اللباس الغربي شائع بين النساء في المدن، فالعديد من النساء أصبح يرتدي السراويل سواء البناطيل الواسعه أوالجينز الضيق مع قمصان طويل أو القصيرة. أما المدن الصغيرة والمناطق الريفية فمعظم النساء ترتدي البنجابي الهندية، والذي يتكون من سترة علويه وسروال فضفاض بحيث يغطي اللباس الذراعين والساقين والجسم وأيضا يلبس وشاح دوباتا حول الكتفين وأعلى الصدر والرأس. وأيضا الرجال لديهم لباس مماثل ولكن بدون ارتداء وشاح الدوباتا فهو فقط لنساء. وبعض النساء الباكستانيات اللواتي لا يرتدين الحجاب قد يرتدين الدوباتا عوضا عن الجحاب.
الساري هو اللباس الرسمي الذي ترتديه بعض النساء في المناطق الحضرية في المناسبات الخاصة. وقد حدث في الأسلمة في عهد الجنرال ضياء الحق حيث كانت ديكتاتورية فقد وصف الساري بأنه لباس غير إسلامي ولكن الساري قد عاد للظهور الآن في دائرة الموضة مرة آخرى.

## التعليم والتنمية الاقتصادية
في باكستان لايزال وصول المرأة إلى التملك والتعليم والعمل وما إلى ذلك أقل بكثير مقارنة بالرجل. فالحالة الاجتماعية والثقافية للمجتمع الباكستاني هي في الغالب ذكورية (أبوي)، حيث أن نسبة مشاركة المرأة في المجمتع منخفضة جدا.

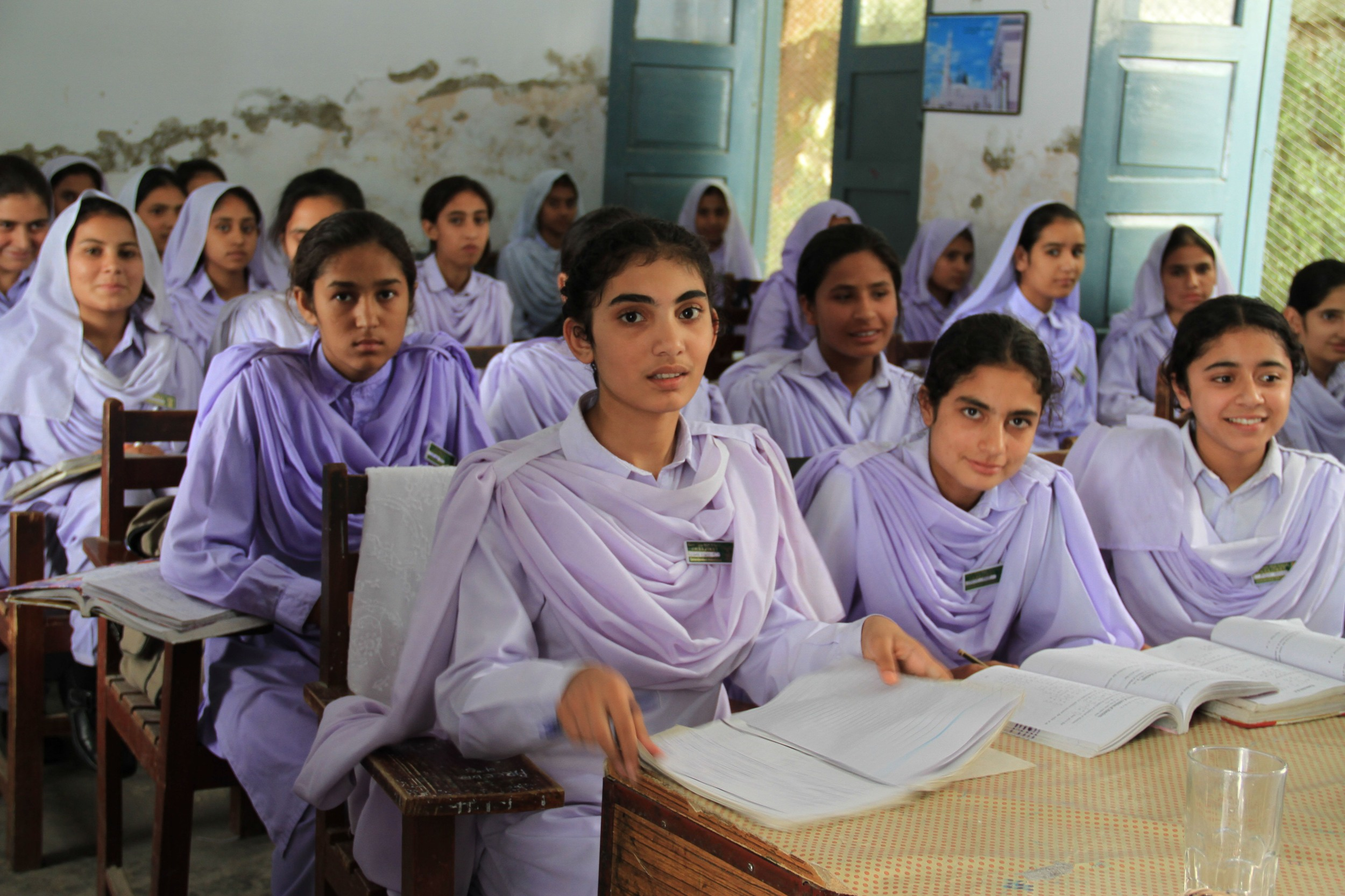
فتيات باكستانيات  في المدارس في خيبر باختونخوا

على الرغم من التحسن في معدل الإلمام بالقراءة والكتابة في باكستان منذ استقلالها الا ان وضع المستوى التعليمي للمرأة الباكستانية هو من بين أدنى المعدلات في العالم، معدل الإلمام بالقراءة والكتابة للنساء في المناطق الحضرية أكثر خمسة أضعاف بالنسبة للمرأة الريفية. معدل الإلمام بالقراءة والكتابة لا يزال أقل بالنسبة للنساء مقارنة بالرجال: معدل الإلمام بالقراءة والكتابة  45.8٪ للإناث، في حين أن للذكور هو 69.5٪ (الذين تتراوح أعمارهم بين 15 عاما أو أكثر)(البيانات من 2015).
في نهاية القرن 20، كان معدل الانسحاب من المدارس بين الفتيات عالي جدا (ما يقرب 50 في المئة)، على الرغم من أن الإنجازات التعليمية للطالبات أعلى من الطلاب الذكور في المراحل التعليمية المختلفة. ومنذ ذلك الحين تحسنت تعليم النساء بسرعة.
في لاهور هناك 46 كلية عامة منها 26 كلية للإناث والآخرى هي كليات للتعليم المختلط. وبالمثل، فإن الجامعات الحكومية الباكستانية لديها معدل التحاق الإناث أكثر من الذكور.
اليونسكو وأوراسكوم التابعة لشركة الاتصالات الباكستانية وموبيلينك قد استخدمو الهواتف المحمولة لتعليم النساء وتحسين مهارات القراءة والكتابة منذ 4 يوليو 2010. وعمل المؤسسة المحلية بونياد في لاهور والأمم المتحدة من خلال إطار عمل داكار لتعليم للجميع أيضا ساعد في هذه المسألة.
اعتبارا من عام 2010، كان معدل الإلمام بالقراءة والكتابة للإناث في باكستان 39.6 في المئة مقارنة بما كان عليه الذكور 67.7 في المئة. وفي إحصائيات حديثة التي تقدمها اليونيسيف تبين أن تعليم الإناث بين الذين تتراوح أعمارهم بين 15-24 سنة قد ازداد بشكل كبير إلى 61.5٪ - أي بزيادة قدرها 45٪. أما تعليم الذكور فهو بمعدل ثابت إلى 71.2٪.
وتهدف السياسات التعليمية في باكستان لتحقيق المساواة في التعليم بين الفتيات والفتيان وإلى تقليص الفجوة بين الجنسين في النظام التعليمي وأيضا تشجع السياسة الفتيات وخاصة في المناطق الريفية في باكستان لاكتساب مهارات إدارة المنزل الأساسية والتي يفضل ان تكون بنطاق واسع في التعليم الابتدائي. فالمواقف الثقافية تجاه المرأة الباكستانية جعل النضال من أجل المساواة في التعليم أكثر صعوبة.
الممارسات الإقطاعية وغياب الديمقراطية في باكستان أيضا أسهم في الفجوة بين الجنسين في النظام التعليمي وهذا النظام الإقطاعي يترك النساء الضعيفات بصفة خاصة في موقف ضعيف جدا.
فقد عاش الاعتقاد الاجتماعية والثقافية فترة طويلة وهو أن تلعب المرأة دورا الإنجاب داخل حدود المنزل إلا أن أدي إلى الاعتقاد بأن تعليم المرأة لا قيمة له. على الرغم من أن الحكومة أعلنت أن جميع الأطفال الذين تتراوح أعمارهم من 5-16 يستطيعون الذهاب إلى المدرسة إلا أن هناك 7261000 طفل انسحب من المدرسة في المرحلة الابتدائية في باكستان، و58٪ منهم إناث (اليونسكو، توفير التعليم للجميع تقرير الرصد العالمي 2011).
على الرغم من أن الفتيات لديهم الحق في الحصول على التعليم من الناحية القانونية، إلا أن في كثير من المناطق الريفية في باكستان لا يشجع بقوة ذهاب الفتيات إلى المدرسة وهناك تمييز ضدهم، كما أن هناك أعمال عنف مثل رمي الحمض التي تقع كثير من الفتيات ضحية له نتيجة لحضورها المدرسة

## الفجوة بين المناطق الريفة والحضرية وسياسة الحكومة
يتم تعليم الإناث مثل الذكور على حد سواء في المناطق الحضرية مثل لاهور واسلام اباد وكراتشي ولكن في المناطق الريفية نسبة التعليم أقل بكثير. وقد بدأ هذا يتغير مع إصدار سياسة حكوميه من خلال عمران خان حيث أن 70٪ من المدارس الجديدة تم بناؤها للبنات، ويخطط أيضا لزيادة حجم المدرسة النسائية.
وأقيمت أيضا المزيد من الكليات النسائية من أجل تمكين المرأة من التعليم العالي. تتمتع المرأة في نخبة المناطق الحضرية في باكستان بأسلوب حياة أكثر حظا بكثير من أولئك الذين يعيشون في المناطق الريفية فعيش النساء في المناطق الحضرية عادة يودي إلى أكثر أنماط الحياة نخبة ويخلق لهن المزيد من الفرص التعليمية.
المناطق الريفية في باكستان لديها نسبة فقر ومعدلات تعليمة منخفضة بشكل مقلق. ففي عام 2002 تم تسجيل أن 81.5 % من الفتيات في سن 15إلى 19 عاما من الأسر ذات الدخل المرتفع قد حضر المدرسة بينما 22.3 % من الفتيات من الأسر ذات الدخل المنخفض لم يحضر المدرسة. في المقابل تم تسجيل 96.6 % من الأولاد الباكستانين الذين تتراوح أعمارهم 15-19 القادم من الأسر ذات الدخل المرتفع قد حضروا التعليم بينما 66.1 % من الفتيان في سن 15 إلى 19 عام من الأسر ذات الدخل المنخفض قد حضر المدرسة. ويتم تشجيع الفتيات اللاتي يعشن في المناطق الريفية لعدم الذهاب إلى المدرسة لأنها مطلوبة في المنزل للقيام بالعمل في سن مبكرة. وفي معظم القرى الريفية التعليم الثانوي ببساطة لا وجود له للفتيات وحتى عدم ترك لهم أي خيار سوى التحضير للزواج والقيام بالمهام المنزلية. وفي كثير من الأحيان هذه المناطق الريفية يكون السبب أما أنه لايوجود كفاية تمويلة أو أن التعليم للبنات هو أخر أولوياتهم.

## التوظيف
باكستان مجتمع ريفي كبير (تقريبا ثلثي السكان يعيشون في المناطق الريفية) ويعتبر توظيف النساء  هو أمر نادرا، ولكن هذا لا يعني أن المرأة لا تشارك في الاقتصاد على العكس تماما فالنساء تعمل عادة في مزرعة الأسرة وتمارسة زراعة الكفاف أو أي أنها تعمل ضمن وحدة اقتصاد المنزل. ومع ذلك في كثير من الأحيان يتم منع النساء من التقدم اقتصاديا وذلك بسبب القيود الاجتماعية المفروضة على حركة المرأة أوالاختلاط بين الجنسين أوكذلك بسبب تدني التعليم.

## المشاركة في القوى العاملة
على الرغم من أن المرأة تعلب دورا نشطا في الأقتصاد الباكستاني إلا أن الكثيرمن مساهمات المرأة لم تذكر في بعض الحالات وبعض الدراسات كجزء من التقليل من الدورة الاقتصادي للمرأة في باكستان. فقد كشفت الإحصائات أن القوى العاملة بين 1991 -1992 كان هناك فقط حوالي 16% من النساء الذين تتراوح أعمارهم بين 10 سنوات فأكثر كانو قد شاركوا في العمل. ووفقا للبنك الدولي شكلت النساء 22.3 % من القوى العاملة في عام 2014. وفقا لتقرير لجنة حقوق الإنسان في باكستان عام 1999 قد شارك فقط 2% من النساء الباكستانيات في القطاع الرأسمالي للعمالة. وذكر التعداد الزراعي عام 1980 أن معدل مشاركة المرأة في الزراعة كان 73٪. والاحصائات الأسرية في باكستان عام 1990-1991 أشارت إلى أن معدل المشاركة الإناث في القوى العاملة كان 45٪ في المناطق الريفية و17٪ في المناطق الحضرية. عموما المرأة الباكستانية تلعب دورا رئيسيا في الإنتاج الزراعي وتربية الماشية والصناعات المنزلية.
سجلت باكستان في عام 2008 معدلات المشاركة في القوى العاملة بين الجنسين وقد كان 21.8 % من الإناث قد شارك في القوى العاملة بينما شارك 82.7 % من الرجال. وللأسف معدل النمو السنوي لنساء في القوى العاملة قدره 6.5%.  فمن 47 مليون موظف في باكستان في عام 2008 كان هناك فقط 9مليون امرأة و70% من التسعة مليون يعملون في القطاع الزراعي.بشكل عام دخل المرأة الاكستانية في القوى العاملة أقل من الرجال ويرجع السبب إلى أنعدام التعليم وهذا يشكل عقبة كبيرة لدى النساء العاملين في القوى العاملة.
وبسبب العادات الدينية والثقافية في باكستان فلا يحاول النساء عادة الدخول إلى سوق العمل والذين يحاولون الدخول يدفع بهم إلى أقل ثلاثة قطاعات، ومستوى هذه القطاعات سيء جدا فهي قطاعات غير منظمة وبرواتب منخفضة وأمن وظيفي منخفض وايضا أنتاجية منخفضة. ومن أجل تحسين هذا الوضع فالمنظمات الحكومية والأحزاب السياسية بحاجة إلى فتح قطاع خدمات منظمه للمرأة. وعند النظر إلى تفسيرات المجتمع الإسلامي المحافظ فهو لا يعزز فكرة حقوق المرأة في القوى العاملة لأن قيمة المرأة بنظرهم عبارة عن شرف العائلة وهم أيضا يدعمون فكرة الفصل بين الجنسيين. وعلاوة على ذلك يدفع لنساء الذين يعملون أقل من الحد الأدنى للأجور لأنهم ينظرون إليهم على أنهم أقل شأنا من الرجال. وأيضا ظروف عمل الإناث غالبا ماتكون خطرة وساعات العمل طويلة ولايوجد لهن حتى تأمين صحي أو أمن وظيفي بل يتعرضون للتمييز الوظيفي والأعتدائات اللفظية والتحرش الجنسي.
وعلى الرغم من أن هذه الحواجز الدينية والثقافية التي تحاول منع النساء من العمل إلا أن الدراسات قد أظهرت أن تدريب النساء على ريادة الأعمال قد يسمح لها بتطوير رأس المال والكفاءات. حيث أن برامج مثل هذي يمكن أن تقطع شوطا طويلا في تطوير التسامح والتفاهم بين الحالات الاجتماعية والثقافية.

## الأراضي وحقوق الملكية
حوالي 90٪ من الأسر الباكستانية يرأسها رجال ومعظم الأسر التي تعولها امرأة تنتمي إلى الطبقات الفقيرة في المجتمع. تفتقر النساء إلى ملكية الموارد الإنتاجية على الرغم من الحقوق القانونية للمرأة مع أن المرأة تمتلك وترث من أسرتها. إلا أن في عام 2000 كان هناك عدد قليل جدا من النساء اللواتي لديهن حق الوصول والسيطرة على هذه الموارد.